# C-5 (潜水艦)
|          |                                               |
| 艦歴     |                                               |
| 発注     |                                               |
| 起工     | 1908年3月17日                                 |
| 進水     | 1908年6月16日                                 |
| 就役     | 1910年2月2日                                  |
| 退役     | 1919年12月23日                                |
| その後   | 1920年4月13日にスクラップとして売却           |
| 除籍     | 1919年12月23日                                |
| 性能諸元 |                                               |
| 排水量   | 水上 238トン、水中 275トン                    |
| 全長     | 105 ft 4 in (32 m)                            |
| 全幅     | 13 ft 11 in (4.2 m)                           |
| 吃水     | 10 ft (30.5 m)                                |
| 機関     | ガソリンエンジン、電動モーター、2軸推進       |
| 最大速   | 水上 10ノット (19 km/h) 水中 9ノット(17 km/h) |
| 乗員     | 士官、兵員15名                                |
| 兵装     | 18インチ魚雷発射管2門                         |

C-5 (USS C-5, SS-16) は、アメリカ海軍の潜水艦。C級潜水艦の5番艦。当初の艦名はスナッパー (USS Snapper) であった。

## 艦歴
スナッパーは1908年3月17日にマサチューセッツ州クインシーのフォアリバー造船所で起工した。1908年6月16日にA・ニコルによって命名、進水、1910年2月2日に艦長チェスター・W・ニミッツ大尉の指揮下就役した。スナッパーは1911年11月17日に C-5 と改名され、1920年に船体番号 SS-16 を与えられた。
スナッパーはボストン海軍工廠で艤装が行われ、続いて東海岸沿いおよびチェサピーク湾で3年におよぶ訓練および試験を行った。スナッパーには無線機、潜水艦信号装置、様々なタイプのバッテリーおよび他の装置が取り付けられ試験が行われたが、それらは後の潜水艦では標準装備となった。スナッパーは艦艇に対する水中からの攻撃によって、海中戦術開発を支援する艦隊演習に参加し、海軍における航空機運用初期の航空機連携作戦に参加した。この期間のハイライトとなった出来事は、1911年11月および12年10月に行われたタフト大統領、マイヤー海軍長官による観閲式であった。
1913年5月20日に C-5 は大西洋艦隊潜水小艦隊第1グループの姉妹艦と共にバージニア州ノーフォークを出航した。部隊は C-3 (USS C-3, SS-14) 艦長R・S・エドワーズ中尉によって指揮され、キャスティン (USS Castine, PG-6) およびマーズ (USS Mars, AC-6) に牽引されてキューバのグアンタナモ湾に向かった。C-5 は5月29日に到着し、1913年12月7日までキューバ海域で水雷訓練に従事した。12月7日に C-5 は姉妹艦と共に第1分艦隊に配属され、4隻の水上艦艇に護衛されてパナマ運河地帯のクリストバルに向かった。5日後に艦隊は700マイルの距離を通過し、これは当時のアメリカ潜水艦が自力で航行した最長の距離となった。
C-5 はパナマ海域で活動し、演習および港湾防衛の偵察に従事、またパナマの様々な港の潜水艦基地としての適応性を調査した。C-5 は1919年12月23日にココ・ソロで退役し、1920年4月13日に売却された。
ニミッツ元帥は C-5 について以下のように記している：
彼女のクレイグ・ガソリンエンジンは、非常に懸命で有能な建造家であるジェームズ・クレイグによってジャージーシティで建造された。クレイグは独学のエンジニアであり、ニューヨーク海軍工廠の機械部門の立案者でもあった。クレイグはジャージーシティで後に彼の「機械およびエンジン製造経歴」を開始した。C-5 のエンジン達は優れていて、それらはクレイグが後の潜水艦のために建造したクレイグ・ディーゼルエンジン同様に優秀だった。これらのエンジンはクレイグが設計・建造し、私は操作用パンフレットに書かれた彼の序文を忘れることはできない：
「これらのエンジンのために計画を立てた設計者と建造者がなんと言おうと、また操作者がそれらとたとえ何をしようとするかしれなくても、結局それらは普及しているだろう。」
何という真実だろう。!!